# Crash (1996)
Crash is een psychologische thriller van regisseur David Cronenberg uit 1996. Met (hoofd)rollen voor James Spader, Holly Hunter, Elias Koteas, Deborah Kara Unger en Rosanna Arquette. Het is een bewerking van de roman van de Britse schrijver J.G. Ballard uit 1973 over een groep mensen die seksueel opgewonden raken van auto-ongelukken (een vorm van parafilie). Het is een allegorie op de moderne mens die sensaties zoekt zonder die nog te kunnen voelen. De film met voyeuristische seksscènes te midden van autowrakken was zo controversieel dat enkele Amerikaanse bioscopen ervan afzagen de film te vertonen. Inmiddels wordt Crash echter gezien als een van Cronenbergs beste films.

## Verhaal
Om de verloren passie terug te vinden, zoekt een koppel seksuele bevrediging in autowrakken.

## Rolverdeling
| Acteur             | Personage                        |
| ------------------ | -------------------------------- |
| James Spader       | James Ballard                    |
| Holly Hunter       | Dr. Helen Remington              |
| Elias Koteas       | Vaughan                          |
| Deborah Kara Unger | Catherine Ballard                |
| Rosanna Arquette   | Gabrielle                        |
| Peter MacNeill     | Colin Seagrave                   |
| Yolande Julian     | Hoer                             |
| Cheryl Swarts      | Vera Seagrave                    |
| Judah Katz         | Verkoper                         |
| Nicky Guadagni     | Tattooist                        |
| Ronn Sarosiak      | A.D.                             |
| Boyd Banks         | Grip                             |
| David Cronenberg   | de stem van de autowrak verkoper |